# Curt Hansen
Curt Hansen (født 18. september 1964) er stormester i skak og en af Danmarks bedste skakspillere gennem tiderne.
Han blev født i Sønderjylland, og som 17-årig gymnasieelev fik han sit store gennembrud, idet han vandt europamesterskabet for juniorer i 1982. Det blev fulgt op af danmarksmesterskabet og nordisk mesterskab det følgende år, og i 1984 blev han verdensmester for juniorer. Endnu et år senere havde han opfyldt betingelserne for at blive stormester, og han har i tiden siden fuldt ud levet op til sin titel. Hans ELO rating er 2619 (31/7-2009).
Curt Hansens bedste placering på verdensranglisten kom i 1992, da han var nummer 14. Han har vundet omkring en snes turneringssejre, seks danmarksmesterskaber, tre tyske holdmesterskaber med Köln Porz samt 61 point i 94 landskamppartier, herunder 66% i 48 OL-partier.
Udover nærskak er han også en fremragende korrespondanceskakspiller, hvor han også er stormester.
Han har siden 1986 været redaktør for skakspalten i Jyllands-Posten.

## Danmarksmesterskaber
Curt Hansen har vundet Danmarksmesterskabet i skak: 1983, 1984, 1985, 1994, 1998 og 2000.

## Turneringssejre
- Junior-EM Groningen 1982 (10/13 point).
- North Sea-mesterskabet Esbjerg 1983 (8,5/11 1. GM-norm).
- Multi-tabs GM-turnering Gladsaxe/Farum 1983(6/9 kategori 8).
- Junior-VM Kiljava Finland 1984 (10,5/13 – 2. GM-norm).
- Borgarnes Island 1984 (8/11, kategori 8).
- Politiken Cup Vejstrup 1989 (6,5/9, kategori 10).
- Groningen 1991 (6/9, kategori 13).
- Super Chess Cup Tåstrup 1992 (6,5/9, kategori 13).
- Vejle 1994 (6,5/9, kategori 10).
- Malmö Sverige 1994 (7/9, kategori 12).
- NM og Zoneturnering Reykjavik 1995 (8,5/11).
- Samba Cup (Skanderborg) 2003 (5,5/9)